# Marie Owens
Marie Owens (* 21. Dezember 1853 in Ottawa, Ontario, Kanada; † 10. Juni 1927 in New York City, USA) war eine US-amerikanische Polizistin. Sie war 1891 die erste Polizistin im Chicago Police Department (CPD) und in den Vereinigten Staaten. Sie wurde als Detective Sergeant eingestellt und ihre Aufgabe bestand in der Durchsetzung von Gesetzen zu Kinderarbeit und Schulpflicht.

## Leben und Werk

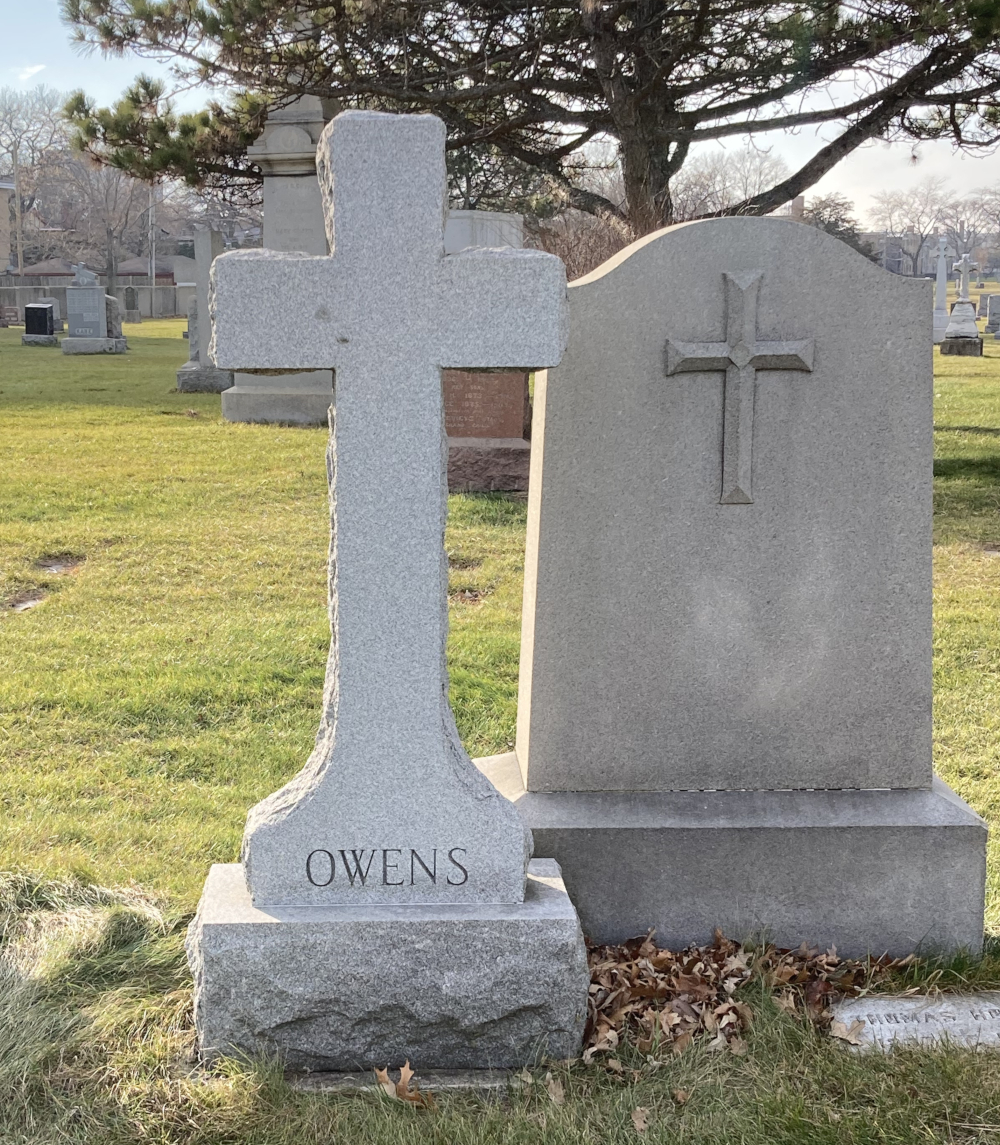
Grabstein von Marie Owens auf dem Calvary Cemetery, Evanston

Owens wurde als Marie Connolly als Tochter iririscher Einwanderer in Kanada geboren. Im Jahr 1879 heiratete sie den Gasinstallateur Thomas Owens und zog mit ihm nach Chicago. Sie hatten fünf Kinder, bevor er im Februar 1888 an Typhus starb.
1889 verabschiedete die Stadt Chicago eine Verordnung, die die Beschäftigung von Kindern unter 14 Jahren verbot, es sei denn, diese mussten aufgrund außergewöhnlicher Umstände arbeiten. Um die Verordnung durchzusetzen, stellte die Stadt 1890 fünf Frauen als Hygieneinspektorinnen ein, um die Bedingungen in Geschäften, Fabriken und Mietshäusern zu überwachen. Verheiratete oder verwitwete Mütter bekamen diese Stellen, weil sie den Umgang mit Kindern kannten. Owens und vier weitere Frauen waren die ersten Inspektorinnen im Land, die von der Stadt offiziell bevollmächtigt wurden. Sie unterstanden dem Gesundheitskommissar und erhielten ein Gehalt von 50 Dollar im Monat. Die Befugnisse der Inspektorinnen waren begrenzt.
Owens wurde 1891 in die Polizeibehörde versetzt, wo ihr Haftbefugnisse, der Titel eines Detective Sergeant No. 97 und ein Polizeistern verliehen wurden. Als Mitglied dieser Abteilung war ihr das Tragen von normaler Kleidung erlaubt, so dass ihr keine Uniform angepasst wurde. Sie besuchte Gerichte und assistierte Detektivbeamten in Fällen, bei denen Frauen und Kinder beteiligt waren. Laut historischen Nachrichtenberichten richtete Owens Schulen in Kaufhäusern ein, damit junge Arbeiter eine Ausbildung erhalten konnten, und sie überredete Arbeitgeber, ihre Arbeitstage zu verkürzen.
1895 verabschiedete Chicago neue Vorschriften für den öffentlichen Dienst, die von allen Polizisten verlangten, die Prüfung für den öffentlichen Dienst zu bestehen, und die die Ernennung von Frauen als reguläre Inspektoren für Fabriken, Mietskasernen oder Kinderarbeit unabhängig von der Polizei ermöglichten. Da Owens eine makellose Dienstakte hatte, wurde sie nach Inkrafttreten der neuen Regeln bei der Polizei nicht versetzt. In einem Artikel in der Chicago Daily Tribune vom 7. August 1904 wurde angenommen, dass die neuen Regeln weibliche Polizisten überflüssig gemacht hätten.
Owens ging 1923 im Alter von 70 Jahren nach 32 Jahren Dienst bei dem CPD in den Ruhestand und zog nach New York City, um bei ihrer Tochter zu leben. Als sie vier Jahre später starb, wurde sie auf dem Calvary Cemetery (Evanston, Illinois) beigesetzt.